# Certyfikat sprzedaży w przemyśle muzycznym

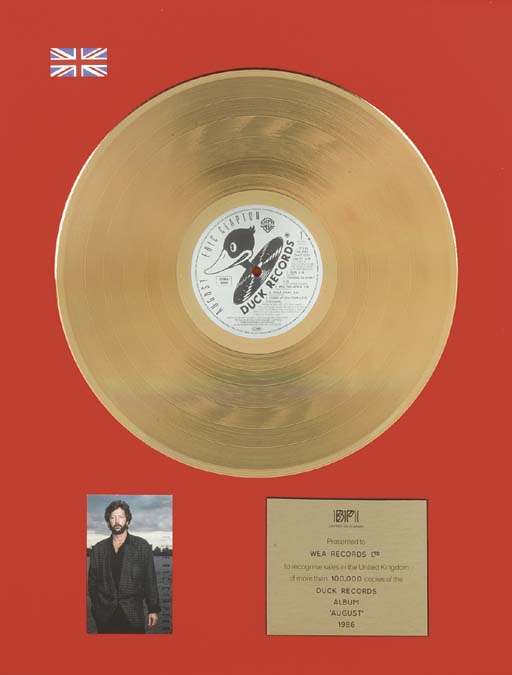
Złota płyta przyznana przez British Phonographic Industry Ericowi Claptonowi za sprzedaż 100 tys. egzemplarzy albumu August (1986)

Certyfikat sprzedaży w przemyśle muzycznym – powszechnie stosowany na świecie system nagród za sprzedaż nagrań muzycznych.
Większość instytucji na świecie przyznaje wyróżnienia w systemie będącym wariacją regulaminu Recording Industry Association of America. Podstawową formą certyfikatu jest tzw. złota płyta, będąca zazwyczaj wykonaną z winylu płytą gramofonową pokrytą farbą metalizującą. Inne wyróżnienia tj. platynowe oraz mniej powszechne diamentowe płyty przyznawane są za wielokrotną sprzedaż tego samego fonogramu.
Kryteria przyznawania wyróżnień są zależne od populacji kraju lub regionu w którym album został wydany. Nagrania otrzymują certyfikat indywidualnie w każdym kraju po spełnieniu wymogów. Progi dla innych wydawnictw muzycznych niż album długogrający, np. singli lub wideogramów, mogą być nawet kilkukrotnie niższe. Certyfikaty sprzedaży nie są jednoznacznie zinstytucjonalizowane i mogą być przyznawane przez zainteresowane strony, np. wytwórnie muzyczne bez formalnego regulaminu.

## Historia
Pierwsza złota płyta została przyznana w 1942 roku muzykowi jazzowemu Glennowi Millerowi za sprzedaż miliona egzemplarzy singla „Chattanooga Choo Choo”. Wyróżnienie przyznała wytwórnia RCA Victor, nakładem której utwór trafił do sprzedaży. W 1957 roku ta sama wytwórnia wręczyła pierwszą złotą płytę za sprzedaż albumu długogrającego. Nagrodę, również za milion sprzedanych kopii nagrań, otrzymał Harry Belafonte za produkcję Calypso (1956).
W 1958 roku organizacja Recording Industry Association of America (RIAA) utworzyła pierwszy formalny system przyznawania złotych płyt w Stanach Zjednoczonych. Początkowo nagradzano wydawnictwa dla których wartość wszystkich sprzedanych egzemplarzy przekroczyła milion dolarów. W 1958 roku pierwszą nagrodę RIAA otrzymał piosenkarz Perry Como za singel „Catch a Falling Star”. Tego samego roku złotą płytę otrzymał pierwszy album – ścieżka dźwiękowa do filmowej adaptacji musicalu Oklahoma!. W 1975 roku RIAA wprowadziła dodatkowo wymóg sprzedania określonej liczby egzemplarzy, którą ustalono na 500 tys.
W 1976 roku RIAA wprowadziła nagrodę w formie platynowej płyty za sprzedaż miliona egzemplarzy albumu lub singla. Pierwszą platynową płytę otrzymał piosenkarz Johnnie Taylor za singel „Disco Lady”, natomiast pierwszym wyróżnionym albumem była kompilacja zespołu rockowego Eagles pt. Their Greatest Hits 1971–1975 (1976). Wraz z rozwojem przemysłu muzycznego i wdrożeniem płyty kompaktowej w 1984 roku RIAA ustanowiła tzw. multiplatynową płytę. Natomiast w 1999 roku RIAA utworzyła nagrodę w formie diamentowej płyty za sprzedaż 10 mln egzemplarzy.
W 1968 roku pierwszą złotą płytę w Polsce otrzymał Czesław Niemen za album Dziwny jest ten świat (1967). Nagrodę muzykowi przyznała wytwórnia Polskie Nagrania „Muza”, która była wydawcą płyty, za sprzedaż 160 tys. egzemplarzy. Od 1995 roku złote płyty w Polsce przyznawane są powszechnie przez stowarzyszenie – Związek Producentów Audio-Video (ZPAV). Pierwsze nagrody przyznane przez stowarzyszenie, 26 maja tego samego roku otrzymały piosenkarki Edyta Górniak, Edyta Bartosiewicz i Majka Jeżowska oraz zespół Hey. Natomiast pierwsze platynowe płyty ZPAV przyznał tego samego dnia zespołom Maanam i Hey. Pierwszym polskim singlem certyfikowanym diamentem był utwór „Naucz mnie” Sarsy.

## Kryteria
| Azja             | Azja             | Azja                  | Azja       | Azja          | Azja          | Azja            | Azja             | Azja   |
| Kraj             | Organizacja      | Uwagi                 | Uwagi      | Srebrna płyta | Złota płyta   | Platynowa płyta | Diamentowa płyta | Źródło |
| ---------------- | ---------------- | --------------------- | ---------- | ------------- | ------------- | --------------- | ---------------- | ------ |
| Chiny            | SAPPRFT          | repertuar krajowy     | zamówienia | –             | 20 tys. egz.  | 40 tys. egz.    | –                | [ 10 ] |
| Chiny            | SAPPRFT          | repertuar zagraniczny | zamówienia | –             | 20 tys. egz.  | 40 tys. egz.    | –                | [ 10 ] |
| Filipiny         | PARI             | repertuar krajowy     | sprzedaż   | –             | 7, tys. egz.  | 15 tys. egz.    | 150 tys. egz.    | [ 10 ] |
| Filipiny         | PARI             | repertuar zagraniczny | sprzedaż   | –             | 7, tys. egz.  | 15 tys. egz.    | 150 tys. egz.    | [ 10 ] |
| Hongkong         | IPFI – Hong Kong | repertuar krajowy     | sprzedaż   | –             | 15 tys. egz.  | 30 tys. egz.    | –                | [ 10 ] |
| Hongkong         | IPFI – Hong Kong | repertuar zagraniczny | sprzedaż   | –             | 7,5 tys. egz. | 15 tys. egz.    | –                | [ 10 ] |
| Indie            | IMI              | repertuar krajowy     | sprzedaż   | –             | 100 tys. egz. | 200 tys. egz.   | –                | [ 10 ] |
| Indie            | IMI              | repertuar zagraniczny | sprzedaż   | –             | 4 tys. egz.   | 6 tys. egz.     | –                | [ 10 ] |
| Indonezja        | ASIRI            | repertuar krajowy     | sprzedaż   | –             | 35 tys. egz.  | 75 tys. egz.    | –                | [ 10 ] |
| Indonezja        | ASIRI            | repertuar zagraniczny | sprzedaż   | –             | 5 tys. egz.   | 10 tys. egz.    | –                | [ 10 ] |
| Japonia          | RIAJ             | repertuar krajowy     | zamówienia | –             | 100 tys. egz. | 250 tys. egz.   | 1 mln egz.       | [ 10 ] |
| Japonia          | RIAJ             | repertuar zagraniczny | zamówienia | –             | 100 tys. egz. | 250 tys. egz.   | 1 mln egz.       | [ 10 ] |
| Korea Południowa | KMCA             | Płyty                 | sprzedaż   | –             | –             | 250 tys. egz.   | 1 mln egz.       | [ 10 ] |
| Korea Południowa | KMCA             | digital download      | sprzedaż   | –             | –             | 2,5 mln egz.    | 10 mln egz.      | [ 10 ] |
| Korea Południowa | KMCA             | streaming             | sprzedaż   | –             | –             | 100 mln kopii   | 1 mld kopii      | [ 10 ] |
| Malezja          | RIM              | repertuar krajowy     | sprzedaż   | –             | 5 tys. egz.   | 10 tys. egz.    | –                | [ 10 ] |
| Malezja          | RIM              | repertuar zagraniczny | sprzedaż   | –             | 5 tys. egz.   | 10 tys. egz.    | –                | [ 10 ] |
| Singapur         | RIAS             | repertuar krajowy     | sprzedaż   | –             | 5 tys. egz.   | 10 tys. egz.    | –                | [ 10 ] |
| Singapur         | RIAS             | repertuar zagraniczny | sprzedaż   | –             | 5 tys. egz.   | 10 tys. egz.    | –                | [ 10 ] |
| Turcja           | Mü-Yap           | repertuar krajowy     | sprzedaż   | –             | 50 tys. egz.  | 100 tys. egz.   | 150 tys. egz.    | [ 10 ] |
| Turcja           | Mü-Yap           | repertuar zagraniczny | sprzedaż   | –             | 3 tys. egz.   | 5 tys. egz.     | 10 tys. egz.     | [ 10 ] |

| Afryka            | Afryka      | Afryka                | Afryka     | Afryka        | Afryka       | Afryka          | Afryka           | Afryka |
| Kraj              | Organizacja | Uwagi                 | Uwagi      | Srebrna płyta | Złota płyta  | Platynowa płyta | Diamentowa płyta | Źródło |
| ----------------- | ----------- | --------------------- | ---------- | ------------- | ------------ | --------------- | ---------------- | ------ |
| Południowa Afryka | RiSA        | repertuar krajowy     | zamówienia | –             | 20 tys. egz. | 40 tys. egz.    | –                | [ 10 ] |
| Południowa Afryka | RiSA        | repertuar zagraniczny | zamówienia | –             | 20 tys. egz. | 40 tys. egz.    | –                | [ 10 ] |

| Europa          | Europa                | Europa                | Europa     | Europa        | Europa        | Europa          | Europa           | Europa |
| Kraj            | Organizacja           | Uwagi                 | Uwagi      | Srebrna płyta | Złota płyta   | Platynowa płyta | Diamentowa płyta | Źródło |
| --------------- | --------------------- | --------------------- | ---------- | ------------- | ------------- | --------------- | ---------------- | ------ |
| Austria         | IFPI – Austria        | repertuar krajowy     | b.d.       | –             | 7,5 tys. egz. | 15 tys. egz.    | –                | [ 10 ] |
| Austria         | IFPI – Austria        | repertuar zagraniczny | b.d.       | –             | 7,5 tys. egz. | 15 tys. egz.    | –                | [ 10 ] |
| Belgia          | BEA                   | repertuar krajowy     | sprzedaż   | –             | 10 tys. egz.  | 20 tys. egz.    | –                | [ 10 ] |
| Belgia          | BEA                   | repertuar zagraniczny | sprzedaż   | –             | 15 tys. egz.  | 30 tys. egz.    | –                | [ 10 ] |
| Bułgaria        | БАМП                  | repertuar krajowy     | b.d.       | –             | 1 tys. egz.   | 2 tys. egz.     | –                | [ 10 ] |
| Bułgaria        | БАМП                  | repertuar zagraniczny | b.d.       | –             | 1 tys. egz.   | 2 tys. egz.     | –                | [ 10 ] |
| Czechy          | IFPI – Czech Republic | repertuar krajowy     | b.d.       | –             | 5 tys. egz.   | 10 tys. egz.    | –                | [ 10 ] |
| Czechy          | IFPI – Czech Republic | repertuar zagraniczny | b.d.       | –             | 2,5 tys. egz. | 5 tys. egz.     | –                | [ 10 ] |
| Dania           | IFPI – Denmark        | repertuar krajowy     | zamówienia | –             | 10 tys. egz.  | 20 tys. egz.    | –                | [ 10 ] |
| Dania           | IFPI – Denmark        | repertuar zagraniczny | zamówienia | –             | 10 tys. egz.  | 20 tys. egz.    | –                | [ 10 ] |
| Finlandia       | Musiikkituottajat     | repertuar krajowy     | sprzedaż   | –             | 10 tys. egz.  | 20 tys. egz.    | –                | [ 10 ] |
| Finlandia       | Musiikkituottajat     | repertuar zagraniczny | sprzedaż   | –             | 10 tys. egz.  | 20 tys. egz.    | –                | [ 10 ] |
| Francja         | SNEP                  | repertuar krajowy     | sprzedaż   | –             | 50 tys. egz.  | 100 tys. egz.   | 500 tys. egz.    | [ 10 ] |
| Francja         | SNEP                  | repertuar zagraniczny | sprzedaż   | –             | 50 tys. egz.  | 100 tys. egz.   | 500 tys. egz.    | [ 10 ] |
| Grecja          | IFPI Greece           | repertuar krajowy     | zamówienia | –             | 6 tys. egz.   | 12 tys. egz.    | –                | [ 10 ] |
| Grecja          | IFPI Greece           | repertuar zagraniczny | zamówienia | –             | 3 tys. egz.   | 6 tys. egz.     | –                | [ 10 ] |
| Hiszpania       | PROMUSICAE            | repertuar krajowy     | zamówienia | –             | 20 tys. egz.  | 40 tys. egz.    | –                | [ 10 ] |
| Hiszpania       | PROMUSICAE            | repertuar zagraniczny | zamówienia | –             | 20 tys. egz.  | 40 tys. egz.    | –                | [ 10 ] |
| Holandia        | NVPI                  | repertuar krajowy     | zamówienia | –             | 25 tys. egz.  | 50 tys. egz.    | –                | [ 10 ] |
| Holandia        | NVPI                  | repertuar zagraniczny | zamówienia | –             | 25 tys. egz.  | 50 tys. egz.    | –                | [ 10 ] |
| Irlandia        | IRMA                  | repertuar krajowy     | b.d.       | –             | 7,5 tys. egz. | 15 tys. egz.    | –                | [ 10 ] |
| Irlandia        | IRMA                  | repertuar zagraniczny | b.d.       | –             | 7,5 tys. egz. | 15 tys. egz.    | –                | [ 10 ] |
| Islandia        | IFPI – Iceland        | repertuar krajowy     | b.d.       | –             | 5 tys. egz.   | 10 tys. egz.    | –                | [ 10 ] |
| Islandia        | IFPI – Iceland        | repertuar zagraniczny | b.d.       | –             | 5 tys. egz.   | 10 tys. egz.    | –                | [ 10 ] |
| Niemcy          | BVMI                  | repertuar krajowy     | zamówienia | –             | 100 tys. egz. | 200 tys. egz.   | 750 tys. egz.    | [ 10 ] |
| Niemcy          | BVMI                  | repertuar zagraniczny | zamówienia | –             | 100 tys. egz. | 200 tys. egz.   | 750 tys. egz.    | [ 10 ] |
| Norwegia        | IFPI – Norway         | repertuar krajowy     | sprzedaż   | –             | 15 tys. egz.  | 30 tys. egz.    | –                | [ 10 ] |
| Norwegia        | IFPI – Norway         | repertuar zagraniczny | sprzedaż   | –             | 15 tys. egz.  | 30 tys. egz.    | –                | [ 10 ] |
| Polska          | ZPAV                  | repertuar krajowy     | sprzedaż   | –             | 15 tys. egz.  | 30 tys. egz.    | 150 tys. egz.    | [ 10 ] |
| Polska          | ZPAV                  | repertuar zagraniczny | sprzedaż   | –             | 10 tys. egz.  | 20 tys. egz.    | 100 tys. egz.    | [ 10 ] |
| Portugalia      | AFP                   | repertuar krajowy     | b.d.       | –             | 7,5 tys. egz. | 15 tys. egz.    | –                | [ 10 ] |
| Portugalia      | AFP                   | repertuar zagraniczny | b.d.       | –             | 7,5 tys. egz. | 15 tys. egz.    | –                | [ 10 ] |
| Rosja           | NFPF                  | repertuar krajowy     | sprzedaż   | –             | 25 tys. egz.  | 50 tys. egz.    | –                | [ 10 ] |
| Rosja           | NFPF                  | repertuar zagraniczny | sprzedaż   | –             | 5 tys. egz.   | 10 tys. egz.    | –                | [ 10 ] |
| Słowacja        | IFPI – Slovakia       | repertuar krajowy     | b.d.       | –             | 2 tys. egz.   | 4 tys. egz.     | –                | [ 10 ] |
| Słowacja        | IFPI – Slovakia       | repertuar zagraniczny | b.d.       | –             | 1 tys. egz.   | 2 tys. egz.     | –                | [ 10 ] |
| Szwajcaria      | IFPI – Switzerland    | repertuar krajowy     | sprzedaż   | –             | 10 tys. egz.  | 20 tys. egz.    | –                | [ 10 ] |
| Szwajcaria      | IFPI – Switzerland    | repertuar zagraniczny | sprzedaż   | –             | 10 tys. egz.  | 20 tys. egz.    | –                | [ 10 ] |
| Szwecja         | IFPI – Sweden         | repertuar krajowy     | zamówienia | –             | 20 tys. egz.  | 40 tys. egz.    | –                | [ 10 ] |
| Szwecja         | IFPI – Sweden         | repertuar zagraniczny | zamówienia | –             | 20 tys. egz.  | 40 tys. egz.    | –                | [ 10 ] |
| Ukraina         | IFPI – Ukraine        | repertuar krajowy     | b.d.       | –             | 50 tys. egz.  | 100 tys. egz.   | 500 tys. egz.    | [ 10 ] |
| Ukraina         | IFPI – Ukraine        | repertuar zagraniczny | b.d.       | –             | 25 tys. egz.  | 50 tys. egz.    | 250 tys. egz.    | [ 10 ] |
| Węgry           | Mahasz                | repertuar krajowy     | b.d.       | –             | 2 tys. egz.   | 4 tys. egz.     | –                | [ 10 ] |
| Węgry           | Mahasz                | repertuar zagraniczny | b.d.       | –             | 1 tys. egz.   | 2 tys. egz.     | –                | [ 10 ] |
| Wielka Brytania | BPI                   | repertuar krajowy     | zamówienia | 60 tys. egz.  | 100 tys. egz. | 300 tys. egz.   | –                | [ 10 ] |
| Wielka Brytania | BPI                   | repertuar zagraniczny | zamówienia | 60 tys. egz.  | 100 tys. egz. | 300 tys. egz.   | –                | [ 10 ] |
| Włochy          | FIMI                  | repertuar krajowy     | sprzedaż   | –             | 30 tys. egz.  | 60 tys. egz.    | 600 tys. egz.    | [ 10 ] |
| Włochy          | FIMI                  | repertuar zagraniczny | sprzedaż   | –             | 30 tys. egz.  | 60 tys. egz.    | 300 tys. egz.    | [ 10 ] |

| Ameryka Północna  | Ameryka Północna | Ameryka Północna      | Ameryka Północna | Ameryka Północna | Ameryka Północna | Ameryka Północna | Ameryka Północna | Ameryka Północna |
| Kraj              | Organizacja      | Uwagi                 | Uwagi            | Srebrna płyta    | Złota płyta      | Platynowa płyta  | Diamentowa płyta | Źródło           |
| ----------------- | ---------------- | --------------------- | ---------------- | ---------------- | ---------------- | ---------------- | ---------------- | ---------------- |
| Stany Zjednoczone | RIAA             | repertuar krajowy     | zamówienia       | –                | 500 tys. egz.    | 1 mln egz.       | 10 mln egz.      | [ 10 ]           |
| Stany Zjednoczone | RIAA             | repertuar zagraniczny | zamówienia       | –                | 500 tys. egz.    | 1 mln egz.       | 10 mln egz.      | [ 10 ]           |
| Kanada            | Music Canada     | repertuar krajowy     | zamówienia       | –                | 40 tys. egz.     | 80 tys. egz.     | 800 tys. egz.    | [ 10 ]           |
| Kanada            | Music Canada     | repertuar zagraniczny | zamówienia       | –                | 40 tys. egz.     | 80 tys. egz.     | 800 tys. egz.    | [ 10 ]           |
| Meksyk            | AMPROFON         | repertuar krajowy     | zamówienia       | –                | 30 tys. egz.     | 60 tys. egz.     | 300 tys. egz.    | [ 10 ]           |
| Meksyk            | AMPROFON         | repertuar zagraniczny | zamówienia       | –                | 30 tys. egz.     | 60 tys. egz.     | 300 tys. egz.    | [ 10 ]           |

| Ameryka Południowa | Ameryka Południowa | Ameryka Południowa    | Ameryka Południowa | Ameryka Południowa | Ameryka Południowa | Ameryka Południowa | Ameryka Południowa | Ameryka Południowa |
| Kraj               | Organizacja        | Uwagi                 | Uwagi              | Srebrna płyta      | Złota płyta        | Platynowa płyta    | Diamentowa płyta   | Źródło             |
| ------------------ | ------------------ | --------------------- | ------------------ | ------------------ | ------------------ | ------------------ | ------------------ | ------------------ |
| Argentyna          | CAPIF              | repertuar krajowy     | b.d.               | –                  | 20 tys. egz.       | 40 tys. egz.       | 250 tys. egz.      | [ 10 ]             |
| Argentyna          | CAPIF              | repertuar zagraniczny | b.d.               | –                  | 20 tys. egz.       | 40 tys. egz.       | 250 tys. egz.      | [ 10 ]             |
| Brazylia           | ABPD               | repertuar krajowy     | sprzedaż           | –                  | 40 tys. egz.       | 80 tys. egz.       | 300 tys. egz.      | [ 10 ]             |
| Brazylia           | ABPD               | repertuar zagraniczny | sprzedaż           | –                  | 20 tys. egz.       | 40 tys. egz.       | 160 tys. egz.      | [ 10 ]             |
| Chile              | IFPI – Chile       | repertuar krajowy     | zamówienia         | –                  | 5 tys. egz.        | 10 tys. egz.       | 100 tys. egz.      | [ 10 ]             |
| Chile              | IFPI – Chile       | repertuar zagraniczny | zamówienia         | –                  | 5 tys. egz.        | 10 tys. egz.       | 100 tys. egz.      | [ 10 ]             |
| Ekwador            | IFPI – Ecuador     | repertuar krajowy     | b.d.               | –                  | 3 tys. egz.        | 6 tys. egz.        | –                  | [ 10 ]             |
| Ekwador            | IFPI – Ecuador     | repertuar zagraniczny | b.d.               | –                  | 3 tys. egz.        | 6 tys. egz.        | –                  | [ 10 ]             |
| Kolumbia           | ASINCOL            | repertuar krajowy     | b.d.               | –                  | 10 tys. egz.       | 20 tys. egz.       | 200 tys. egz.      | [ 10 ]             |
| Kolumbia           | ASINCOL            | repertuar zagraniczny | b.d.               | –                  | 5 tys. egz.        | 10 tys. egz.       | 100 tys. egz.      | [ 10 ]             |
| Peru               | IFPI – Peru        | repertuar krajowy     | b.d.               | –                  | 3 tys. egz.        | 6 tys. egz.        | –                  | [ 10 ]             |
| Peru               | IFPI – Peru        | repertuar zagraniczny | b.d.               | –                  | 3 tys. egz.        | 6 tys. egz.        | –                  | [ 10 ]             |
| Urugwaj            | CUD                | repertuar krajowy     | b.d.               | –                  | 2 tys. egz.        | 4 tys. egz.        | –                  | [ 10 ]             |
| Urugwaj            | CUD                | repertuar zagraniczny | b.d.               | –                  | 2 tys. egz.        | 4 tys. egz.        | –                  | [ 10 ]             |
| Wenezuela          | APFV               | repertuar krajowy     | b.d.               | –                  | 5 tys. egz.        | 10 tys. egz.       | –                  | [ 10 ]             |
| Wenezuela          | APFV               | repertuar zagraniczny | b.d.               | –                  | 5 tys. egz.        | 10 tys. egz.       | –                  | [ 10 ]             |

| Oceania       | Oceania           | Oceania               | Oceania    | Oceania       | Oceania       | Oceania         | Oceania          | Oceania |
| Kraj          | Organizacja       | Uwagi                 | Uwagi      | Srebrna płyta | Złota płyta   | Platynowa płyta | Diamentowa płyta | Źródło  |
| ------------- | ----------------- | --------------------- | ---------- | ------------- | ------------- | --------------- | ---------------- | ------- |
| Australia     | ARIA              | repertuar krajowy     | zamówienia | –             | 35 tys. egz.  | 70 tys. egz.    | –                | [ 10 ]  |
| Australia     | ARIA              | repertuar zagraniczny | zamówienia | –             | 35 tys. egz.  | 70 tys. egz.    | –                | [ 10 ]  |
| Nowa Zelandia | Recorded Music NZ | repertuar krajowy     | zamówienia | –             | 7,5 tys. egz. | 15 tys. egz.    | –                | [ 10 ]  |
| Nowa Zelandia | Recorded Music NZ | repertuar zagraniczny | zamówienia | –             | 7,5 tys. egz. | 15 tys. egz.    | –                | [ 10 ]  |